# 蔡涯棉
蔡涯棉，BBS，JP（CHOI Ngai-min, Michael，1959年—2023年5月14日），生於香港，於香港浸會學院工商管理系畢業，其後於澳門東亞大學取得工商管理碩士學位，為置業國際（Land Power）創辦人和主席，從事地產代理和顧問，兼任長遠房屋策略督導委員會委員。此外，蔡涯棉為大家樂獨立非執行董事、香港房地產建築業協進會副會長、香港地產行政師學會公關事務小組主席、香港總商會地產及基建委員會委員、及香港浸會大學工商管理學會顧問。到2013年加入恒地負責中國營銷及買地工作，在公職上就轉趨低調，直至2022年底退休。退休前，蔡涯棉提到希望退休後專注一些服務社會的工作、傳福音，以及與年青朋友分享過去42年來在香港及內地(特別是大灣區)的工作、創業、經營、發展等的經歷和體會。他希望能把一些地產置業投資的知識和經驗與年青人分享，並寄語各位能安居樂業。
在2023年5月19日，大家樂集團公佈蔡涯棉在5月14日離世。

## 生平
蔡涯棉於1976年在香港浸會學院 (香港浸會大學前身）修讀工商管理，由於需要全費修讀，他需要兼職以減輕家人負擔，曾經擔任電視收視調查員及百貨店售貨員等；此外他亦擔任了1年工商管理學會主席。1980年代初，蔡涯錦畢業後在仲量行工作6年，成為準合伙人，他放棄晉升機會後離職，於1986年與友人創業成立置業國際，當年香港的物業代理是外資公司的天下，置業國際是最早一批由華人經營的物業代理公司，並且於1990年代將業務伸延到中國大陸。。

## 公職
- 香港地產代理專業協會會長（1992-1996年）
- 香港地產代理監管局成員（1997-2002年）
- 中華全國青年聯合會委員會委員（1995-2000年）
- 香港貿易發展局基建服務諮詢委員會委員（2003-2006年）
- 香港房屋委員會委員（1999-2007年）
- 香港房屋委員會資助房屋小組委員會主席（2006-2007年）
- 公益金入會、預算及分配委員會委員（1997-2002年）
- 長遠房屋策略督導委員會成員

## 爭議
2012年10月中，蔡涯棉在《城市論壇》建議更改啟德體育園區計劃，引起香港體育界別強烈反對。蔡涯棉更加建議在啟德發展區中的逾20公頃土地更改興建為公屋和居屋，並且將地積比率提升至7倍。

## 外部連結
- 香港浸會大學：校友專訪[永久]
- 香港房屋委員會：蔡涯棉
- 置業國際